# NGC 6965
NGC 6965 is een lensvormig sterrenstelsel in het sterrenbeeld Waterman. Het hemelobject werd op 27 augustus 1857 ontdekt door de Ierse astronoom William Parsons.

## Synoniemen
- IC 5058
- MCG 0-53-4
- ZWG 374.16
- PGC 65376